# Monumento ad Andrea Verga
Il monumento ad Andrea Verga è una scultura di Giulio Branca posta in largo Richini a Milano.

## Descrizione dell'opera
La scultura in marmo di Carrara raffigura il busto di Andrea Verga, medico e senatore.
Sul piedistallo è presente la seguente iscrizione.
TREVIGLIO 1811 MILANO 1895»

## Storia
Il monumento fu inaugurato il 22 novembre 1896, primo anniversario della morte di Verga in un cortile dell'Ospedale Maggiore di Milano.
Alla fine di ottobre dell'anno 1905 fu spostato nei giardini di fronte all'Ospedale.